# Манфред Рульффс
Манфред Рульффс (нім. Manfred Rulffs, 6 березня 1935 — 15 січня 2007) — німецький академічний веслувальник.
Олімпійський чемпіон 1960 року в складі вісімки.
Чемпіон Європи 1958 (розпашні четвірки без стернового), 1959 (вісімки) років.